# Hrabstwo Dawson (Georgia)

Piramida wieku hrabstwa

Hrabstwo Dawson (ang. Dawson County) – hrabstwo w stanie Georgia w Stanach Zjednoczonych. Jego siedzibą administracyjną jest Dawsonville i jest częścią obszaru metropolitalnego Atlanty.

## Geografia
1,7% (9,3 km²) obszaru hrabstwa zajmują obszary wodne. Jego zasoby naturalne obejmują wodospady Amicalola, najwyższy wodospad w Georgii i jeden z siedmiu cudów przyrody stanu.

### Sąsiednie hrabstwa
- Hrabstwo Fannin (północ)
- Hrabstwo Lumpkin (północny wschód)
- Hrabstwo Hall (wschód)
- Hrabstwo Forsyth (południe)
- Hrabstwo Cherokee (południowy zachód)
- Hrabstwo Pickens (zachód)
- Hrabstwo Gilmer (północny zachód)

## Demografia
Według spisu w 2020 roku liczy 26,8 tys. mieszkańców, co oznacza wzrost o 20% od poprzedniego spisu z roku 2010. 95,1% populacji stanowili biali (89,6% nie licząc Latynosów), 1,5% to byli czarnoskórzy lub Afroamerykanie, 1,7% było rasy mieszanej, 1,1% to Azjaci i 0,5% to rdzenna ludność Ameryki. Latynosi stanowili 6,3% populacji.
Wśród osób deklarujących białe pochodzenie do najliczniejszych grup należały osoby pochodzenia niemieckiego (13,3%), angielskiego (12,8%), irlandzkiego (12,7%), „amerykańskiego” (9,3%), szkockiego lub szkocko–irlandzkiego (6,1%) i włoskiego (3,9%).

## Religia
W 2020 roku największą grupę religijną w hrabstwie stanowią ewangelikalni protestanci, z największą denominacją – Południową Konwencją Baptystów (4,1 tys. członków), ale także zbory bezdenominacyjne (4,5 tys.), Kościół Boży (488) i inne. 7,9% deklaruje członkostwo w Kościele katolickim i 1,9% to świadkowie Jehowy. 
W 2010 roku 4,6% deklarowało mormonizm, co było drugim najwyższym odsetkiem w stanie Georgia. Brak danych z roku 2020. 

## Polityka
Hrabstwo jest bardzo silnie republikańskie, gdzie w wyborach prezydenckich w 2020 roku, 83,3% głosów otrzymał Donald Trump i 15,5% przypadło dla Joe Bidena.